# Fynbos

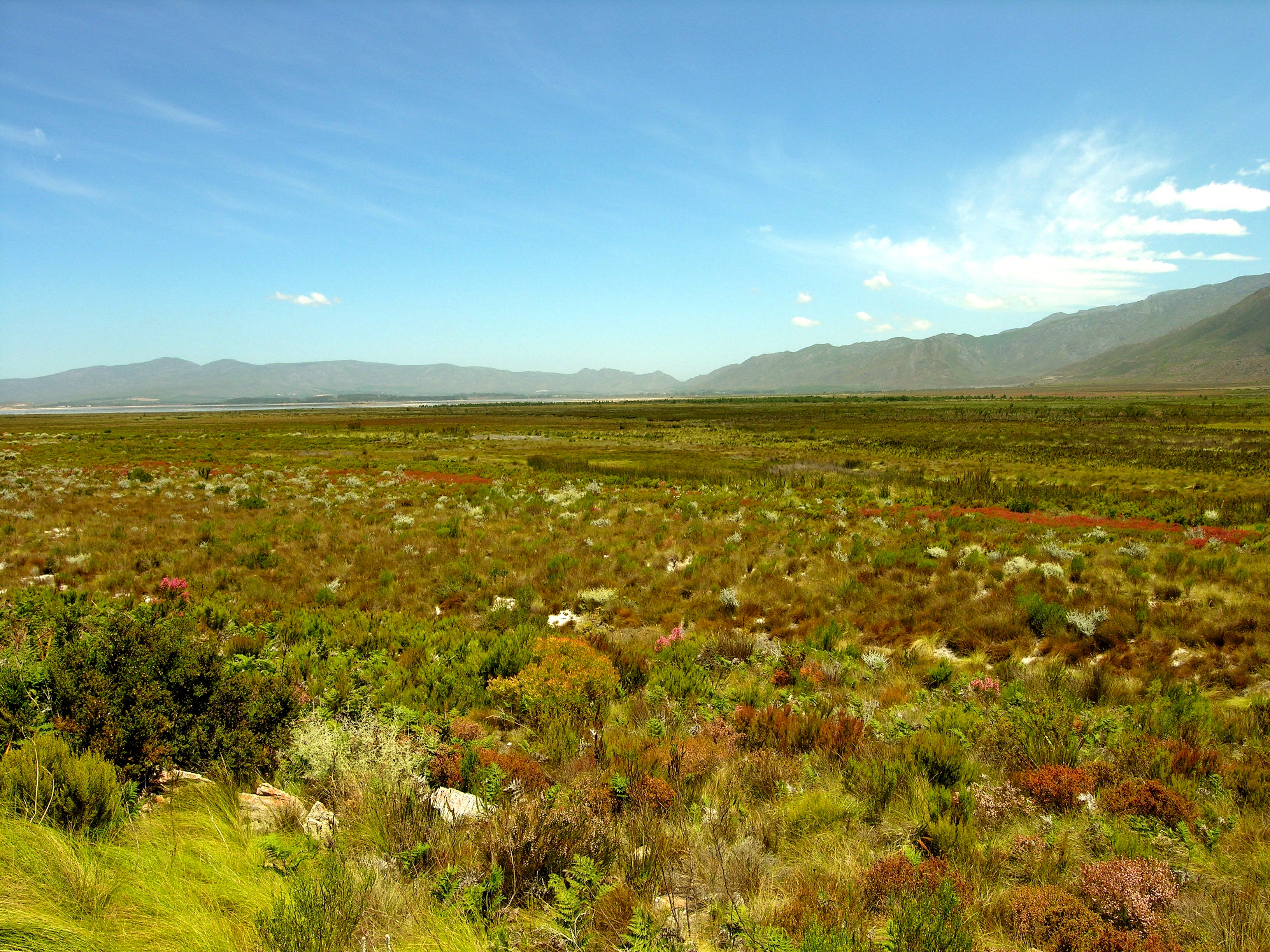
Fynbos a la província del Cap Occidental, a Sud-àfrica

El fynbos (terme procedent de l'afrikaans, pronunciat /fəinbɒs/, que significa 'arbust de fulles primes') és un tipus de vegetació arbustiva que es dona en una petita franja de zones costaneres i muntanyoses a la província del Cap Occidental, a Sud-àfrica, en un clima mediterrani de pluges principalment hivernals.

## Regne floral del Cap
El fynbos, que creix en una franja de 100 a 200 km des de Clanwilliam, a la costa oest, fins a Port Elizabeth, a la costa sud-oest, forma part del regne floral del Cap, del qual representa la meitat de la superfície total i el 80% de les espècies de plantes. El fynbos de la regió occidental és més ric i té més diversitat de plantes que el fynbos oriental.
Al món hi ha sis regnes florals i aquest és el més petit per superfície, amb 46.000 km², però el més ric pel nombre d'espècies en proporció a l'extensió. La diversitat botànica del fynbos és extraordinàriament alta, amb unes 9.000 espècies, unes 6.200 de les quals són endemismes. Sobresurt el gènere Erica, al qual pertany el bruc. Al fynbos n'hi viuen 600 espècies, mentre que a la resta del món només n'hi ha 26.

## Flora
La majoria de les plantes del fynbos són de fulla persistent i esclerofil·les. Entre les famílies de plantes característiques hi ha les Proteaceae, Ericaceae i Restionaceae. Hi ha més de 1.400 espècies amb bulb 

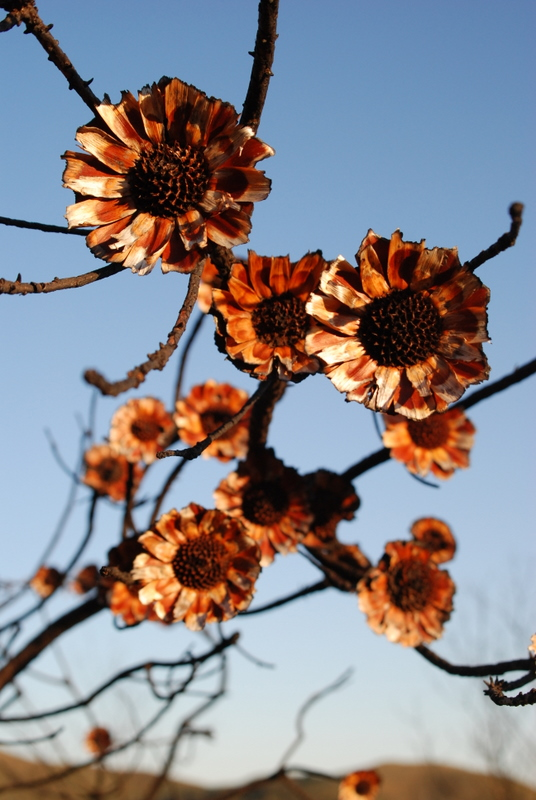
Protea després del foc a Greyton

 El foc és un estadi necessari per a la vida de les plantes del fynbos. Moltes llavors germinen només després d'un incendi. Al voltant del 30% de les plantes produeixen llavors amb eleosoma per atreure les formigues, que les dispersen.

## Ecoregions
El fynbos comprèn dues ecoregions, el fynbos baix (per sota dels 300 m d'altitud) i el fynbos montà.

## Amenaces i conservació
Una gran part del fynbos ha estat habitada des de fa segles, i a les zones baixes s'hi desenvolupen l'agricultura i la viticultura. La superfície protegida és escassa i, a més, hi ha l'amenaça que s'hi escampin espècies invasores com les acàcies australianes i els pins. Unes 1.000 espècies de plantes es poden considerar amenaçades.